# Ronald Harvud
Ronald Harvud (prezime po rođenju - Horwitz, 9. novembar 1934 — 8. septembar 2020) bio je južnoafrički i britanski književnik, dramski pisac i scenarista.

## Biografija
Rođen je u porodici jevrejskog porekla.
Preselio iz Južne Afrike u Ujedinjeno Kraljevstvo 1950. godine sa planom da studira glumu.
On je autor više od deset knjiga, dvadesetak drama, među kojima su i „Kvartet”, „Majstor”, „Šta ostane od lavova”, blizu 16 scenarija za filmove, među kojima su: „Ronilačko zvono i leptir”, „Biti Julija”, „Brauningova verzija”, „Oliver Tvist”, „Ljubav u doba kolere” i drugi.
Nekoliko njegovih dela je prevođeno na srpski jezik.
Bio je predsednik PEN kluba Engleske od 1989. do 1993. Bio je inostrani član SANU.

## Priznanja

#### Odlikovanja
- Orden umetnosti i književnosti, red viteza, 1996.
- Orden Britanskog carstva, red zapovednika, 1999.

#### Nagrade
- Oskar za najbolji adaptirani scenario, za The Dresser, 1983.
- BAFTA za najbolji adaptirani scenario, za The Dresser, 1984.
- Nagrada „Stefan Mitrov Ljubiša”, 2000.
- Oskar za najbolji adaptirani scenario, za film Pijanista, 2012.

## Dela
- March Hares (Liverpool, 1964)
- Country Matters (69 Theatre Company, Manchester, 1969)
- The Good Companions (mjuzikl čiji su ko-autori André Previn i Johnny Mercer), libreto (Her Majesty's Theatre, 1974)
- The Ordeal of Gilbert Pinfold, adaptacija romana (Royal Exchange Theatre, Manchester Evelyna Waugha; Round House, London, 1977,
- A Family (Royal Exchange Theatre, Manchester i Theatre Royal, Haymarket, 1978)
- The Dresser (Royal Exchange, Manchester i Queen's Theatre, 1980; Duke of York's Theatre, 2005)[4]
- After the Lions (Royal Exchange, Manchester , 1982)
- Tramway Road (Lyric Hammersmith,1984)
- The Deliberate Death of a Polish Priest (Almeida Theatre, 1985)
- Interpreters (Queen's Theatre, 1985)
- J J Farr (Theatre Royal, Bath i Phoenix Theatre, 1987)
- Ivanov, prijevod Čehovljeve drame (Strand Theatre,1989)
- Another Time (Bath i Wyndham's Theatre,1989)
- Reflected Glory (Darlington i Vaudeville Theatre, 1992)
- Poison Pen, o smerti kompozitora Petera Warlocka (Royal Exchange, Manchester, 1993))
- Taking Sides, o dirigentu Wilhelma Furtwanglera (Minerva Theatre, Chichester, 1995 i 2008; Duchess Theatre, 2009)
- The Handyman (Minerva Theatre, Chichester, 1996)
- Quartet (Albery Theatre, 1999)
- Goodbye Kiss/Guests, dvostruka drama o južnoafričkoj dijaspori (Orange Tree Theatre, 2000)
- Mahler's Conversion (Yvonne Arnaud Theatre, Guildford i Aldwych Theatre, 2001)
- See U Next Tuesday, adaptacija Diner de Cons Francisa Vebera  (Gate Theatre, Dublin, 2002 and Albery Theatre, 2003)
- An English Tragedy, temeljena na životu britanskog fašista Johna Ameryja (Palace Theatre Watford, 2008)
- Collaboration, o odnosu kompozitora Richarda Straussa i pisca Stefana Zweiga (Minerva Theatre, Chichester, 2008; Duchess Theatre, 2009)

### Scenariji
- Private Potter (1962)
- A High Wind in Jamaica (1965)
- Diamonds for Breakfast (1968)
- Eyewitness (1970)
- One Day in the Life of Ivan Denisovich (1971)
- Operation Daybreak (1975)
- The Dresser (1983) (također producent)
- The Doctor and the Devils (1985) (prema predlošku Dylana Thomasa)
- The Browning Version (1994)
- Cry, the Beloved Country (1995)
- Taking Sides (2001)
- The Pianist (2002)
- The Statement (2003)
- Being Julia (2004)
- Oliver Twist (2005)
- Love in the Time of Cholera (2007)
- The Diving Bell and the Butterfly (2007)
- Australia (2008)
- Quartet (2012)

### Bibliografija
- All the Same Shadows (roman) Cape (1961)
- George Washington September Sir! (roman) Avon (1961)
- The Guilt Merchants (roman) Cape (1963)  978-0-030-81338-2
- The Girl in Melanie Klein (roman) Secker & Warburg (1969)  978-0-030-76440-0
- Sir Donald Wolfit: His Life and Work in the Unfashionable Theatre (biografija) Secker & Warburg (1971)  0-436-19121-0
- Articles of Faith (roman – Nagrada Winifred Holtby) Secker & Warburg (1973)  0-436-19122-9
- The Genoa Ferry (roman) Secker & Warburg (1976)  0-436-19123-7
- César and Augusta (roman o kompozitoru Césaru Francku) Secker & Warburg (1978)  0-436-19119-9
- One. Interior. Day. Adventures in the Film Trade, Secker & Warburg (1978)  0-436-19124-5
- New Stories 3: An Arts Council Anthology (ko-autor: Francis King) Hutchinson (1978)  0-09-133271-0
- The Dresser (drama) Grove Press (1981)  0-394-17936-6
- A Night at the Theatre (urednik), Methuen (1982)  0-413-49950-2
- The Ordeal of Gilbert Pinfold (drama) Amber Lane (1983)  0-906399-42-4
- After the Lions (drama) Amber Lane (1983)  0-906399-41-6
- All the World's a Stage (historija teatra), Secker & Warburg (1984)  0-436-19132-6
- The Ages of Gielgud, an Actor at Eighty, Hodder & Stoughton (1984)  0-340-34828-3
- Tramway Road (play) Amber Lane (1984)  0-906399-58-0
- The Deliberate Death of a Polish Priest (drama) Amber Lane (1985)  0-906399-63-7
- Interpreters (play) Amber Lane (1986)  0-906399-67-X
- Mandela (knjiga u izdanju Channel Four), Boxtree (1987)  1-85283-204-5
- Dear Alec: Guinness at 75 (urednik), Hodder & Stoughton (1989)  0-340-49954-0
- Another Time (drama) Amber Lane (1989)  0-906399-98-X
- Reflected Glory (drama) Faber (1992)  0-571-16463-3
- Home (roman)  Weidenfeld & Nicolson (1993)  0-297-81368-4
- The Collected Plays of Ronald Harwood, Faber (1993)  0-571-17001-3
- The Faber Book of the Theatre (urednik) Faber (1994)  0-571-16481-1
- Harwood Plays: Two (Contemporary Classics), Faber (1995)  90-01-87742-7
- The Handyman (drama) Faber (1997)  0-571-19041-3
- Quartet/Equally Divided (drama) Faber (1999)  0-571-20092-3)
- Mahler's Conversion (drama) Faber (2001)  978-0-571-21231-6
- The Pianist/Taking Sides (scenariji) Faber (2003)  0-571-21281-6
- An English Tragedy (drama) Faber (2006)  0-571-23328-7
- Ronald Harwood's Adaptations: From Other Works Into Films, Guerilla Books (2007)  978-0-9554943-0-7

## Spoljašnje veze
- Ronald Harvud на веб-сајту  (језик: енглески)